# Pizza Connection Trial
Der Pizza Connection Trial, auch bekannt als der sogenannte „Monsterprozess“, gilt als der längste Geschworenenprozess in der Geschichte der Vereinigten Staaten von Amerika. Der Prozess gegen insgesamt 22 Angeklagte, die zum Drogenring der sogenannten Pizza Connection gehören sollten, begann am 30. September 1985 und endete am 2. März 1987 mit der Verurteilung aller Angeklagten, ausgenommen einer Person.

## Umfang des Prozesses
Der Gerichtsprozess konzentrierte sich auf ein von der Mafia geführtes Unternehmen, das große Mengen Heroin und Kokain in den Vereinigten Staaten vertrieb und das daraus gewonnene Geld „gewaschen“ hatte, bevor es zurück zu den Lieferanten nach Sizilien gebracht wurde. Die Angeklagten verwendeten eine Reihe von unabhängigen Pizzerien als Fassade für den Vertrieb von Betäubungsmitteln – daher der Name „Pizza Connection“.
Allein Giovanni „John“ Gambino, Angehöriger der Gambino-Familie und der Vetter des sizilianischen Bosses Salvatore Inzerillo, war Eigentümer von 240 Pizzerien, die über die gesamten USA verteilt waren. Im Nordosten der USA kontrollierte die Mafia über die Pizza Connection allein mehr als 80 Prozent des Drogenhandels.
Nachweislich stellte sich heraus, dass die Pizza Connection mindestens 1,6 Milliarden US-Dollar zwischen 1975 und April 1984 verschiffte.
Die Festnahmen der Angeklagten wurden am 9. April 1984 koordiniert in den USA, Italien, der Schweiz und Spanien durchgeführt, nachdem am Vortag Gaetano Badalamenti und mehrere Mitglieder seiner Familie verhaftet worden waren.
Badalamenti war einst der mächtigste Mann der sizilianischen Cosa Nostra und der Hauptlieferant von Heroin und Kokain für die Amerikanische Cosa Nostra.
Die Verhaftungen wurden in Zusammenarbeit mit dem FBI, der DEA, der U.S. Zollbehörde und dem NYPD durchgeführt und es wurde in starker Zusammenarbeit mit der italienischen Polizei und Staatsanwälten, sowie den Schweizer Behörden operiert. Schätzungsweise waren 27 der verhafteten Person in den USA wohnhaft.
Giovanni Falcone war ein auf Sizilien geborener italienischer Staatsanwalt, der die italienische Seite der Pizza Connection untersuchte – dessen unermüdliche Bemühungen auch in Italien zur Kooperation von bedeutenden Mafiosi und letztendlich zu dem historischen Maxi-Prozess mit der Verurteilung von mehr als 350 Mafia-Mitgliedern führte, wofür ihn die Mafia am 23. Mai 1992 zusammen mit seiner Ehefrau und drei Leibwächtern durch einen Sprengstoffanschlag ermordet.

## Die Zeugen
Der sizilianische Mafioso Tommaso Buscetta, der zum Pentito (Verräter) wurde, sagte im Prozess gegen seine ehemaligen kriminellen Verbündeten aus.
Die Behörden garantierten Buscetta für seine Zeugenaussage gegen die Pizza Connection, Schutz und Immunität und er würde in das Zeugenschutzprogramm aufgenommen.
Ein weiterer wichtiger Zeuge war Salvatore Contorno, ein sizilianischer Mafioso, der ebenso ein Zeuge nach dem Vorbild Buscettas wurde und einer Zeugenaussage im Gegenzug für Schutz zustimmte, nachdem er während eines Krieges um die Kontrolle der sizilianischen Mafia das Ziel eines Mordanschlags der Corleonesi war.
Der in der Bonanno-Familie verdeckt ermittelnden FBI Special Agent Joseph Pistone alias „Donnie Brasco“, war durch Gespräche mit den Bonanno-Mitgliedern „Lefty“ Ruggiero und Anthony „Tony“ Mirra die erste Quelle für Informationen über die „Pizza Connection“. Außerdem berichtete Pistone über das ambivalente Verhältnis der US-Amerikaner zu den Sizilianern und beschrieb die Eindrücke, die die Sizilianer bei den einfachen „Soldaten“ hinterließen:

„Er sagte „Zips“ seien Sizilianer, die man ins Land geholt habe, damit sie für den New Yorker Bonanno-Boss Carmine „Lilo“ Galante, Heroin verdealen und Mordaufträge ausführen. 
Sie wurden in Pizzerien untergebracht, wo sie Heroin geliefert bekamen und weiterverteilten, Geld wuschen und auf weitere Aufträge von Galante warteten. … er sagte, die „Zips“ seien eine verschworene und verschlossene Clique. … Sie seien, sagte er, die gewissenlosesten Killer, die es in dem Geschäft gebe.“

Der Prozess beinhaltete auch eine Menge an Beweisen durch abgehörte Gespräche in Verbindung mit Observationen, verdeckten Heroin-Bestellungen und Tonbandmitschnitten über Geldwäsche und den Transfer von mehreren Millionen US-Dollars in die Schweiz.
Schweizer Bankunterlagen und Zeugenaussagen belegten, dass das Unternehmen zwei Tonnen Morphin-Basis von türkischen Lieferanten für 6.000 US-Dollar/Kilogramm erhielt, welches in sizilianischen Drogenlabors zu reinem Heroin verarbeitet wurde und in den USA zu Großhandelpreisen für zwischen 165.000 und 185.000 US-Dollar verkauft wurde und auf der Straße bis zu 1.000.000 US-Dollar generierte.

## Die Angeklagten
38 Mafia-Mitglieder und Assoziierte (en: Associates = Partner) sollten ursprünglich in diesem Fall angeklagt werden. 35 Mitglieder wurden der Jury präsentiert, von denen vier in Italien und vier in der Schweiz verurteilt wurden; vier der Angeklagten waren zunächst weiter auf der Flucht.
Vor dem Beginn des Prozesses wurde einer der Angeklagten ermordet und ein weiterer starb eines natürlichen Todes. Auch während des Prozesses wurde ein Angeklagter ermordet.
Jeder der Angeklagten war gebürtiger Sizilianer und einige waren daher der englischen Sprache nicht mächtig. Der Gerichtssaal in diesem historischen Prozess war stets überfüllt, da auch jeder Angeklagte seinen eigenen Anwalt hatte.
| Name                                   | Urteil                                      | Anmerkung                                                |
| -------------------------------------- | ------------------------------------------- | -------------------------------------------------------- |
| Pietro „Pete“ Alfano                   | zu 15 Jahren verurteilt                     | nach 7 entlassen ; Gaetano Badalamentis Neffe            |
| Baldassare „Baldo“ Amato               | zu 5 Jahren verurteilt                      | Bonanno-Capo                                             |
| Gaetano Badalamenti                    | zu 45 Jahren verurteilt                     | ehem. Mafia-Boss                                         |
| Vito Badalamenti                       | der einzige Angeklagte mit Freispruch       | Gaetano Badalamentis Sohn                                |
| Cesare „The Tall Guy“ Bonventre        | wurde vor der Anklage ermordet              | Bonanno-Capo                                             |
| Giovanni „Johnny“ Cangialosi           | zu 12 Jahren verurteilt                     |                                                          |
| Frank „Ciccio l'Americano“ Castronovo  | zu 25 Jahren verurteilt                     | Schwager von Tommy Mazzara                               |
| Onofrio „Oliviero“ Catalano            | auf der Flucht                              | Cousin von Salvatore Catalano                            |
| Salvatore „Toto“ Catalano              | zu 45 Jahren verurteilt                     | Bonanno-Capo                                             |
| Samuel „Sam“ Evola                     | zu 15 Jahren verurteilt                     | Zerilli-Mitglied; weiterer Neffe von Gaetano Badalamenti |
| Giuseppe „Pino“ Ganci                  | aus gesundheitl. Gründen vom Prozess gelöst | starb am 11. Februar 1986 an Krebs                       |
| Salvatore „Ciaschiteddu“ Greco         | zu 20 Jahren verurteilt                     | Bruder von Bagheria-Boss Leonardo Greco                  |
| Giuseppe „The Brother-in-Law“ Lamberti | zu 30 Jahren verurteilt                     | Schwager von Salvatore Mazzurco                          |
| Salvatore „Toto“ Lamberti              | zu 20 Jahren verurteilt                     | Cousin von Giuseppe Lamberti                             |
| Giovanni „Johnny“ Ligammari            | zu 15 Jahren verurteilt                     |                                                          |
| Gaetano „Tommy“ Mazzara                |                                             | wurde am 1. Dezember 1985 ermordet                       |
| Salvatore „The Little One“ Mazzurco    | zu 35 Jahren verurteilt                     |                                                          |
| Emmanuele „Manny“ Palazzolo            | zu 12 Jahren verurteilt                     | Schwager von Peter Alfano                                |
| Francesco „Frank“ Polizzi              | zu 20 Jahren verurteilt                     | DeCavalcante-Capo                                        |
| Vincenzo „Enzo“ Randazzo               |                                             | Neffe von Gaetano Badalamenti                            |
| Salvatore „Sal“ Salamone               | zu 5 Jahren verurteilt                      |                                                          |
| Giuseppe „Joe“ Trupiano                | zu 1 Jahr verurteilt                        | weiterer Neffe von Gaetano Badalamenti                   |
| Giuseppe „Joe“ Vitale                  | zu 5 Jahren verurteilt                      |                                                          |

### Gesuchte Angeklagte während des Prozesses
| Name                   | Urteil                   | Anmerkung                                  |
| ---------------------- | ------------------------ | ------------------------------------------ |
| Franco Della Torre     | in der Schweiz überführt |                                            |
| Leonardo Greco         | in Italien überführt     | Bagheria-Capo ; Bruder von Salvatore Greco |
| Faro Lupo              | in der Schweiz verhaftet | Neffe von Vincenzo Randazzo                |
| Salvatore Miniati      | in Italien überführt     |                                            |
| Vito Roberto Palazzolo | in Italien überführt     |                                            |
| Filippo Salamone       | in Italien überführt     |                                            |
| Giuseppe Soresi        | in Italien überführt     | Borgetto-Mitglied                          |
| Oliviero Tognoli       | auf der Flucht           | Sizilianischer Geldwäscher                 |
| Benny Zito             | auf der Flucht           | Philadelphia Pizzeria Besitzer             |

## Filme und Dokumentationen
- 2005: Die Mafia - die vierteilige Dokumentation ; 4-teilige Dokumentation über die Mafia in Amerika und Italien (Episode 2/4)
- 1985: Pizza Connection ; Film über die Pizza Connection